# Alstonia iwahigensis
Alstonia iwahigensis là một loài thực vật có hoa trong họ La bố ma. Loài này được Elmer mô tả khoa học đầu tiên năm 1912.